# A Guerra dos Donuts
A Guerra dos Donuts (em inglês: Donut Showdown) é um reality americano baseado na série de tv do Cooking Channel que estreou em 3 de julho de 2013. O reality foi originalmente oferecido pelo Danny Boome para apresentar e atualmente é apresentado por Daryn Jones. A série é produzida pelo Architect Films.
A série coloca três concorrentes uns contra os outros para fazer donuts, o vencedor ganhará um prêmio de US$10.000.

## Episódios

### 1 Temporada (2013)
ASA
ASA
ASA
ASA
ASA
ASA
ASA
ASA
ASA
ASA
ASA
ASA 
| Não. na série | Não. na temporada | Título | Data de transmissão Original | EUA espectadores |
| ------------- | ----------------- | ------ | ---------------------------- | ---------------- |

## Transmissão
A série estreou nos Estados Unidos no The Cooking Channel em 3 de julho de 2013.
Internacionalmente, a série estreou na Austrália, em 14 de agosto de 2015, no LifeStyle Food em episódios duplos a cada semana.